# 13908 Wölbern
13908 Wölbern este un asteroid din centura principală, descoperit pe 2 septembrie 1978, de Claes Lagerkvist.